# منزحة
المِنزَحة هي الأداة المستخدمة في إزالة الماء من القوارب. منه اليدوية ومنها الآلية.

## منازح اليد

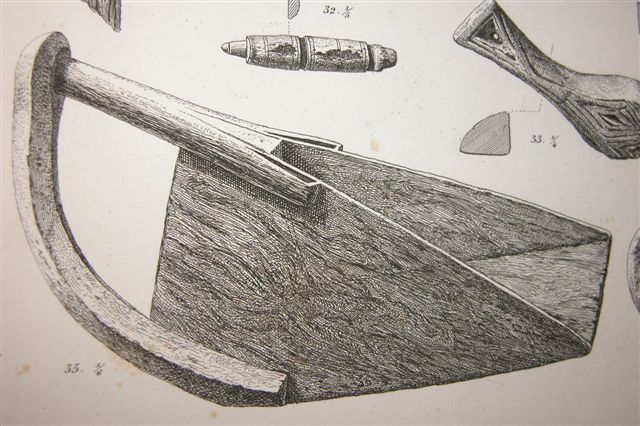
النازح اليدوي من العصر الحديدي من Nydam Mose
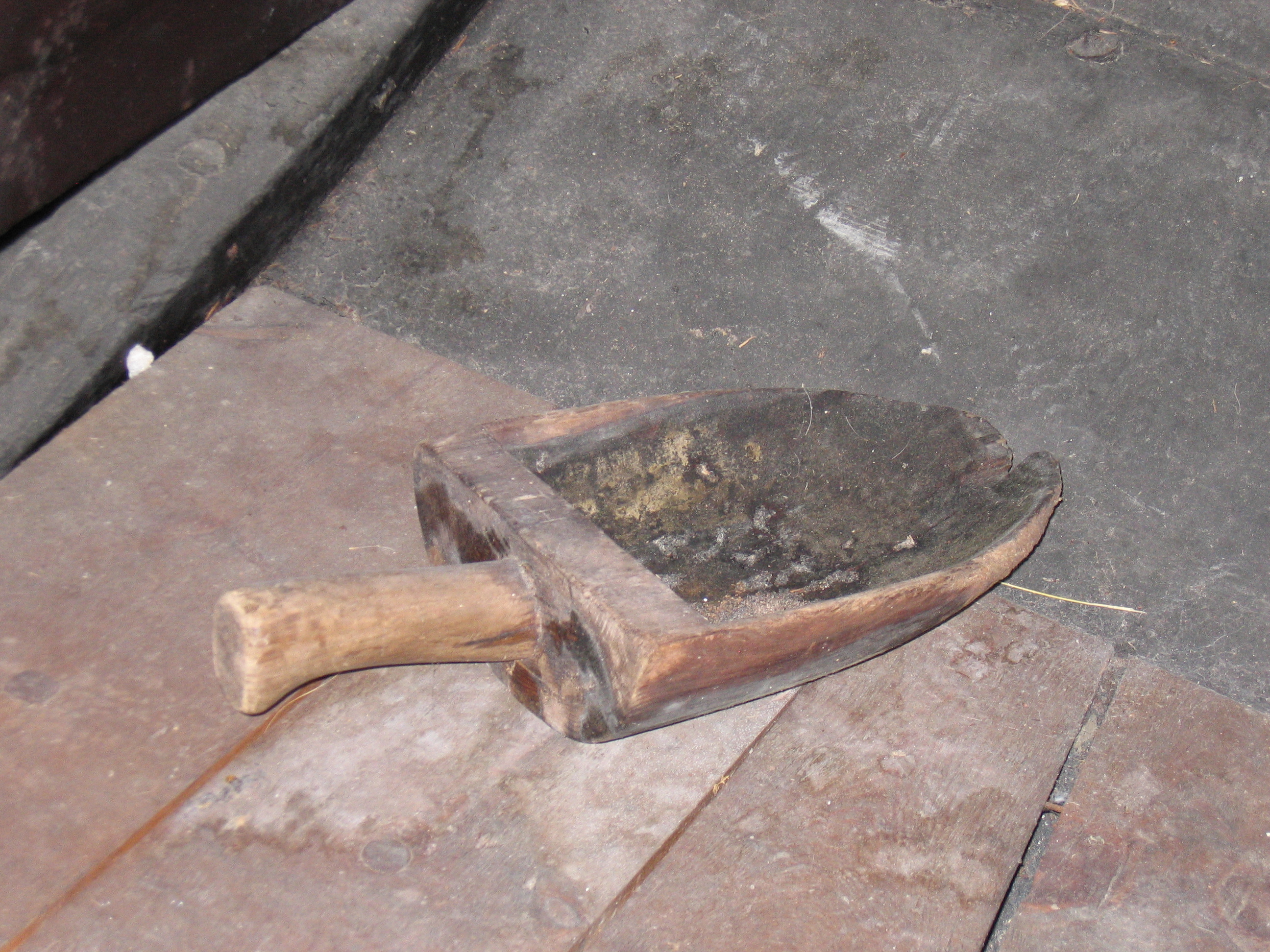
منزحة خشبية
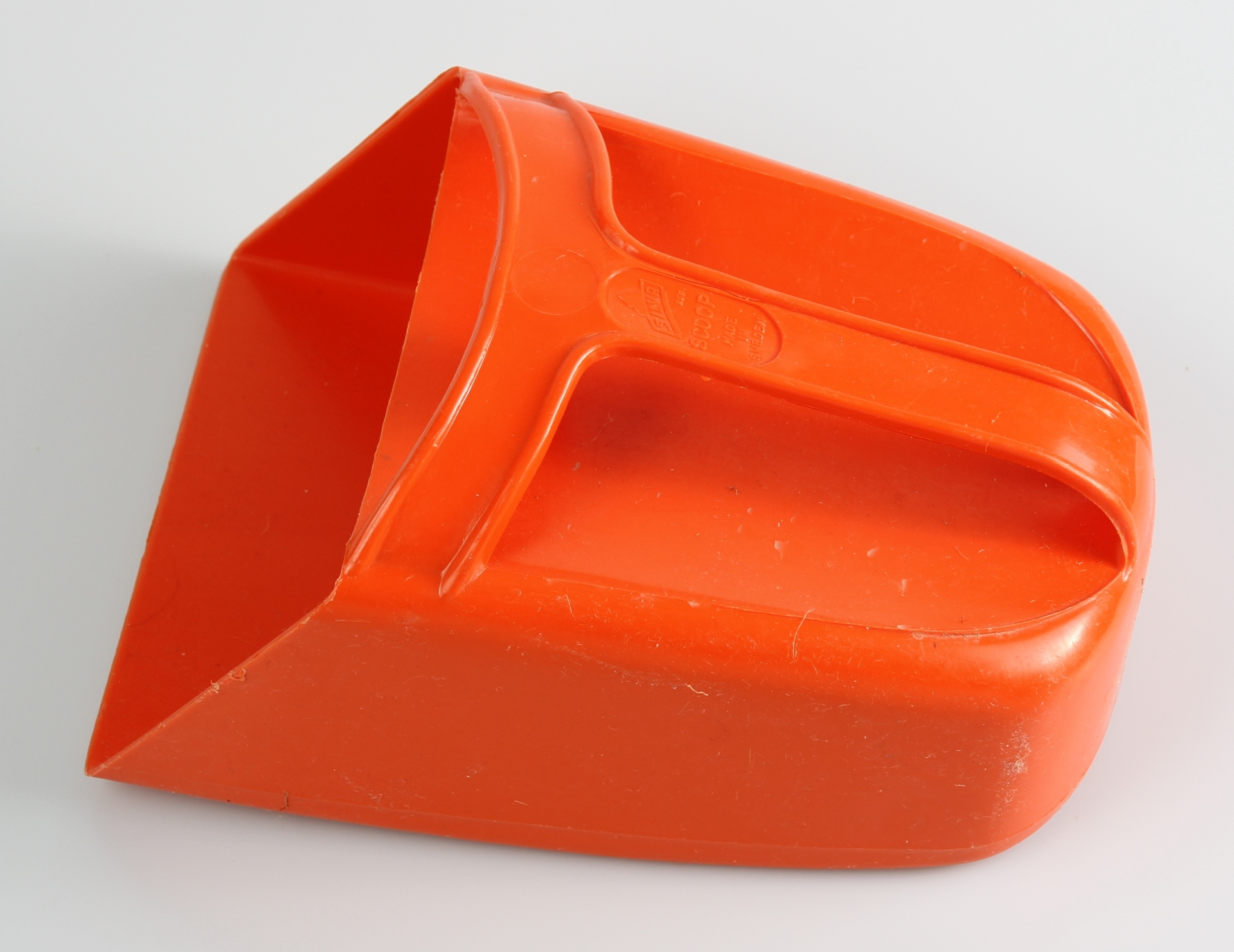
منزحة لدنة الحديث

## منازح الذاتية

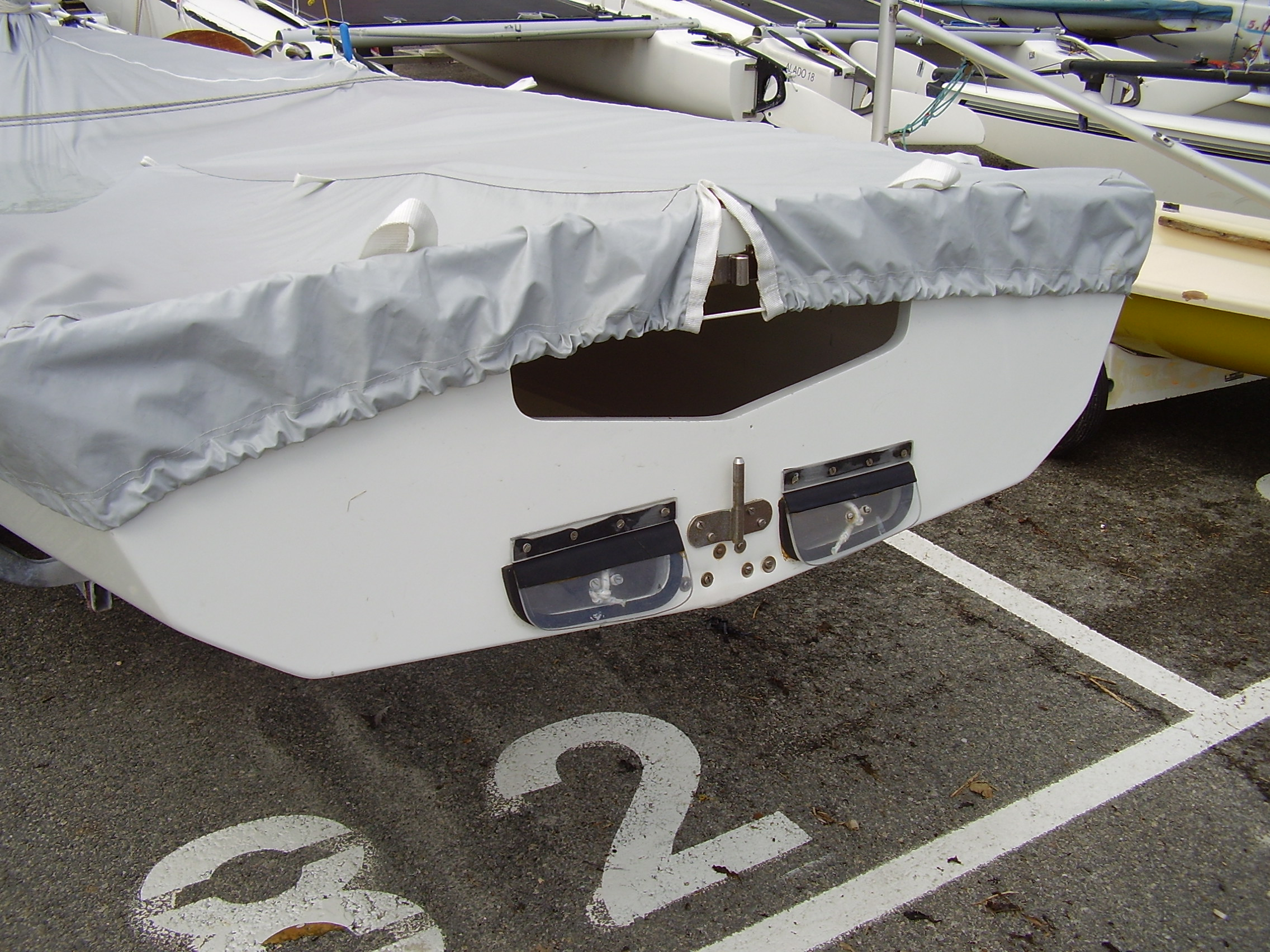
منزحة خلفية
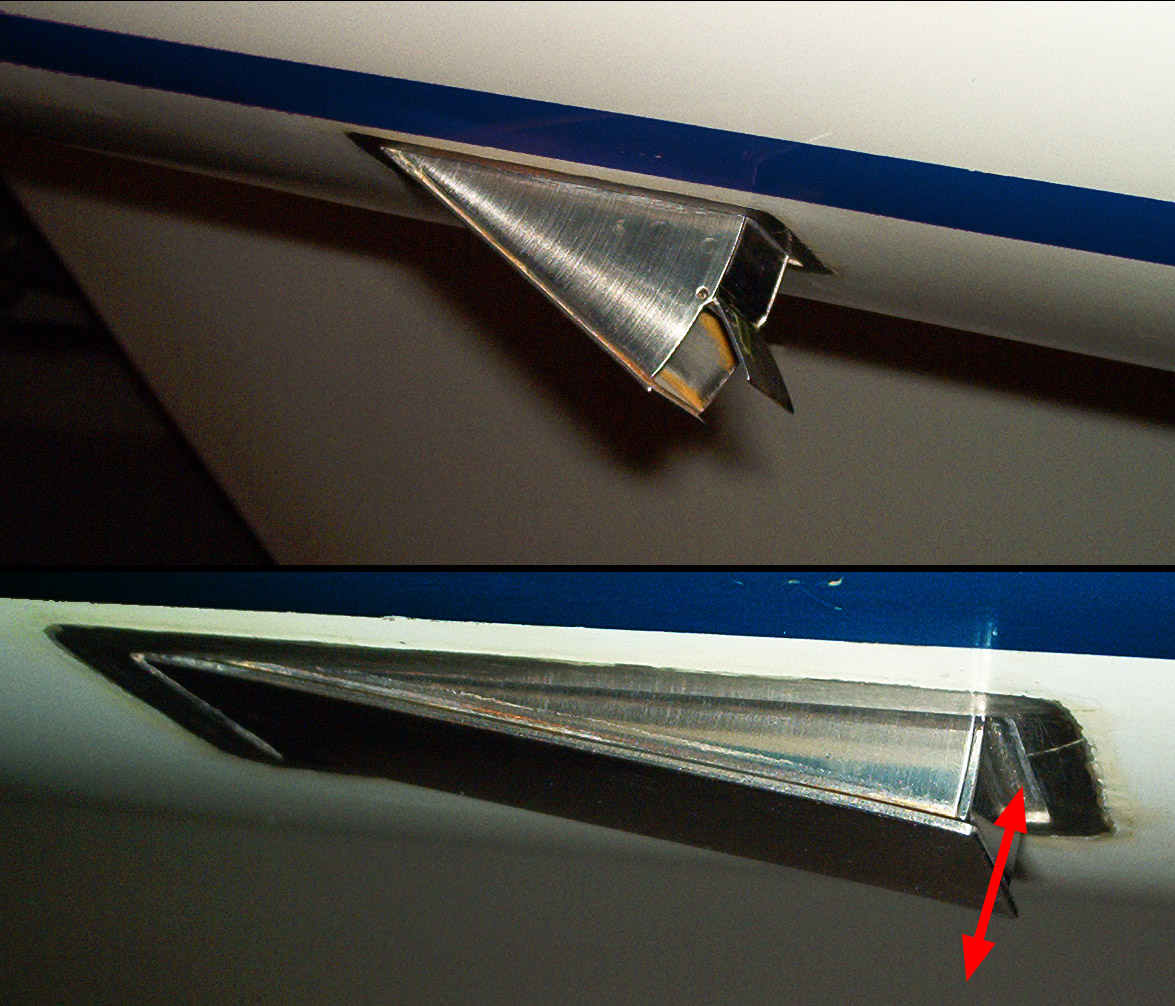
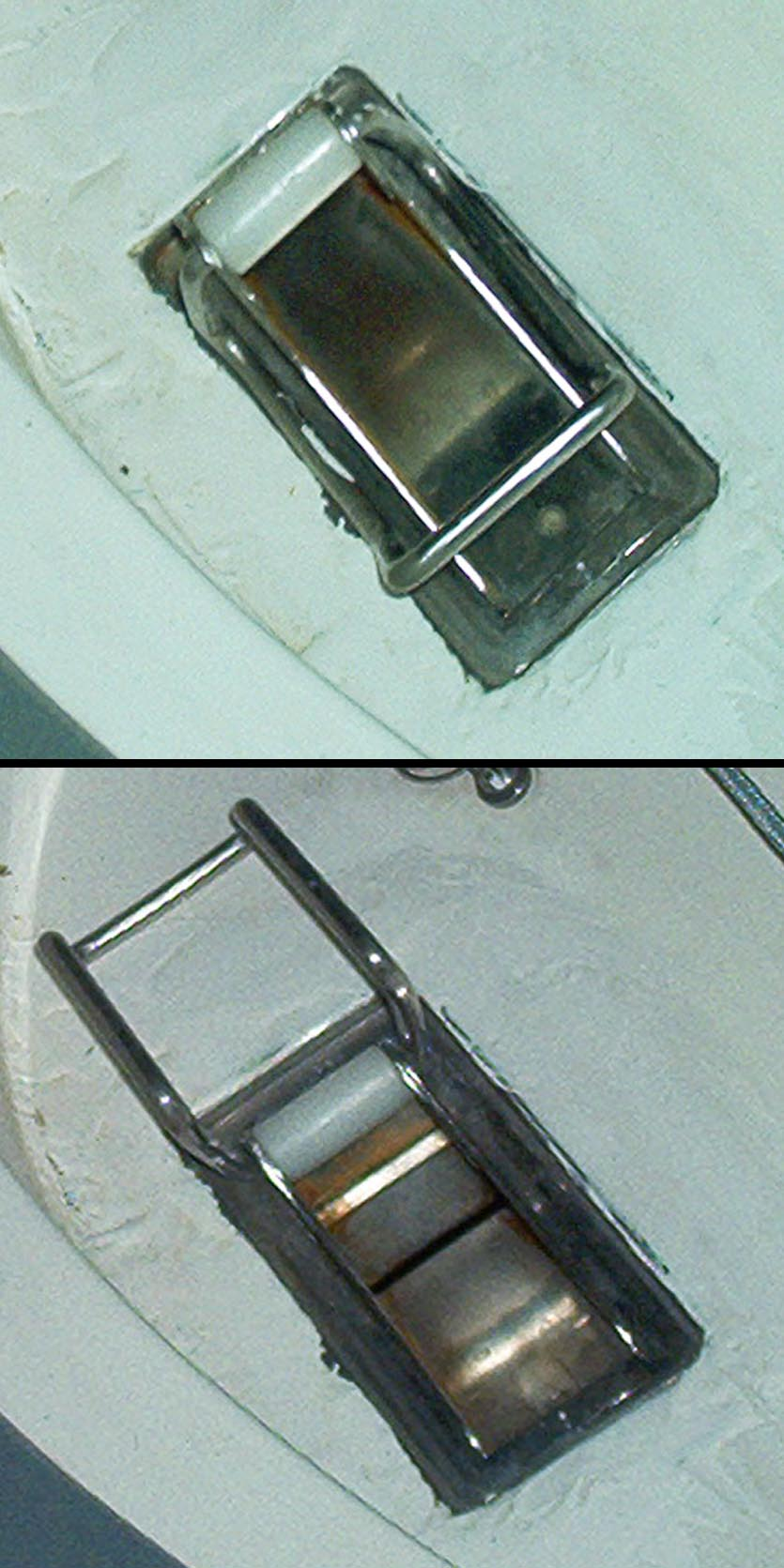
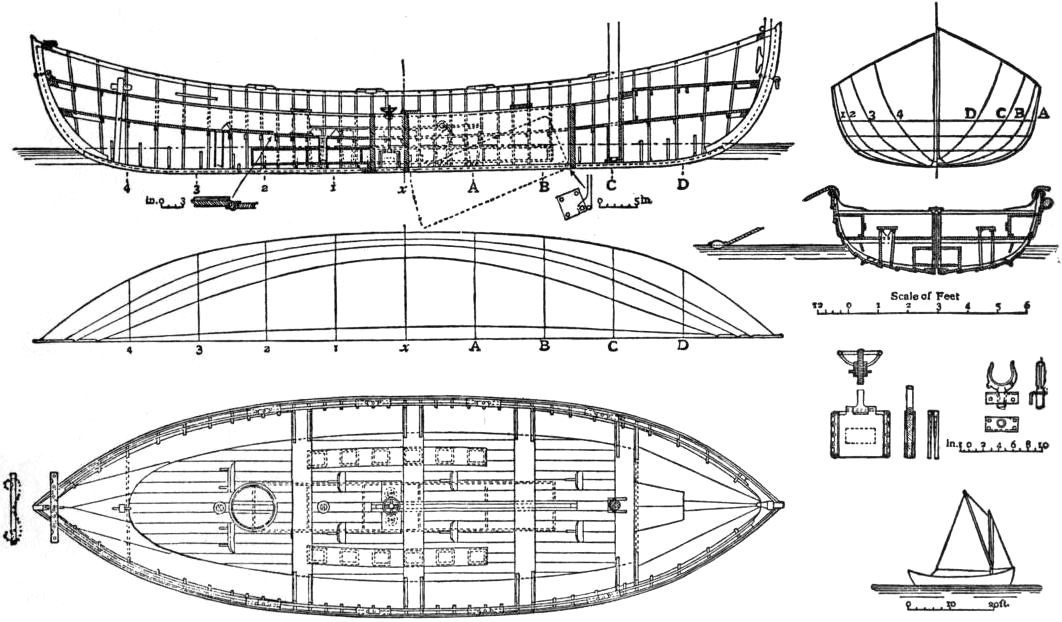